# كأس العالم 1934
في بطولة كأس العالم لكرة القدم 1934 اُختيرت إيطاليا لاستضافة البطولة، بعدما رشحها الاتحاد الدولي لكرة القدم إثر انعقاد مؤتمر برلين في أكتوبر 1932. بعدما اجتمعت اللجنة التنفيذية التابعة للاتحاد الدولي لكرة القدم ثمان مرات. ومن ثم تم اختيار إيطاليا لاستضافة البطولة في الاجتماع الذي أقيم في ستوكهولم عاصمة السويد في 9 أكتوبر 1932. تم تفضيل الطلب الإيطالي على حساب الطلب السويدي حيث أن الحكومة الإيطالية قررت تخصيص 3.5 مليون ليرة إيطالية ميزانية مخصصة للبطولة.
وتُعتبر أول دورة تُلعب بها تصفيات مؤهلة، بعدما قررت 32 دولة المشاركة في البطولة وبالتالي كان لزاماً إقامة تصفيات لتتأهل بعدها 16 دولة. على الرغم من ذلك، فقد غاب عن البطولة العديد من المنتخبات المهمة مثل الأوروغواي حامل اللقب الذي قرر مقاطعة البطولة بسبب مقاطعة الدول الأوروبية للمشاركة في البطولة الأولى التي استضافها قبل 4 سنوات. ولهذا فإن هذه البطولة هي البطولة الوحيدة التي لا يشارك فيها حامل اللقب. منتخبات إنجلترا، اسكتلندا، أيرلندا الشمالية وويلز قررت مقاطعة البطولة لأنها أصلاً مقاطعة نشاطات الاتحاد الدولي لكرة القدم حيث قال عضو الاتحاد الإنجليزي لكرة القدم تشارلز سوتكليف أن البطولة التي تجمع المنتخبات الأربعة أفضل من هذه البطولة العالمية.
تم منح قارة أوروبا 12 مقعد من أصل 16 مقعد والباقي منح لقارة الأمريكتين الشمالية والجنوبية (3 بطاقات) وبطاقة واحدة لقارتي آسيا وإفريقيا (بما فيهم تركيا). وفي هذه البطولة، تمت إعادة أول مباراة في تاريخ البطولة في الدور الربع النهائي في المباراة التي أقيمت بين إيطاليا وإسبانيا بعدما انتهت المباراة الأولى بالتعادل 1-1 بعد تمديد الوقت. المباراة أقيمت في ظل جو عدائي حيث أدى العنف إلى إصابة الحارس الإسباني ريكاردو زامورا في المباراة الأولى مما جعله لا يشارك في المباراة الثانية المعادة. استطاع منتخب إيطاليا لكرة القدم الفوز بهدف نظيف، بعدما تسبب اللعب البدني العنيف من الطليان في إصابة 3 لاعبين أسبان وخروجهم من الملعب. وفي نفس الوقت تغلب تشيكوسلوفاكيا على ألمانيا بنتيجة 3-1 لتتأهل للمباراة النهائية.
وفي نهائي كأس العالم لكرة القدم 1934 والذي أقيم على ملعب الحزب الوطني الفاشي تقدمت تشيكوسلوفاكيا بالنتيجة، لكن منتخب إيطاليا استطاع تسجيل هدف التعادل في الدقائق الأخيرة ثم أضاف الهدف الثاني في الوقت الإضافي ليتوج باللقب.

## تحديد المستضيف
بعدما اجتمعت اللجنة التنفيذية التابعة للاتحاد الدولي لكرة القدم ثمان مرات تقرر اختيار إيطاليا لاستضافة البطولة في الاجتماع الذي أقيم في ستوكهولم عاصمة السويد في 9 أكتوبر 1932. تم اتخاذ القرار من قبل اللجنة التنفيذية بدون تدخل من أعضاء الجمعية العمومية. تم تفضيل الطلب الإيطالي على حساب الطلب السويدي حيث أن الحكومة الإيطالية قررت تخصيص 3.5 مليون ليرة ميزانية مخصصة للبطولة.

## التصفيات والمشاركين
قررت 32 دولة المشاركة في البطولة وبالتالي كان لزاما إقامة تصفيات لتتأهل بعدها 16 دولة. على الرغم من ذلك فإن البطولة غاب عنها العديد من المنتخبات المهمة مثل الأوروغواي حامل اللقب الذي قرر مقاطعة البطولة بسبب مقاطعة الدول الأوروبية للمشاركة في البطولة الأولى التي استضافها قبل 4 سنوات. نتيجة لذلك فإن هذه البطولة الوحيدة التي لا يشارك فيها حامل اللقب ويدافع عن لقبه. منتخبات إنجلترا، اسكتلندا، ويلز، وأيرلندا الشمالية قررت مقاطعة البطولة لأنها أصلا مقاطعة نشاطات الاتحاد الدولي لكرة القدم حيث قال عضو الاتحاد الإنجليزي لكرة القدم تشارلز سوتكليف أن البطولة التي تجمع المنتخبات الأربعة أفضل من هذه البطولة العالمية.
على الرغم من استضافته للبطولة إلا أن إيطاليا خاضت تصفيات التأهل وهي المرة الوحيدة الذي يشارك فيها المستضيف في تصفيات التأهل. تم إقامة التصفيات على أساس التوزيع الجغرافي. بانسحاب تشيلي وبيرو فقد تأهلت الأرجنتين والبرازيل من دون خوض مباريات في التصفيات.
تم منح قارة أوروبا 12 مقعد من أصل 16 مقعد والباقي منح لقارة الأمريكتين الشمالية والجنوبية (3 بطاقات) وبطاقة واحدة لقارتي آسيا وأفريقيا (بما فيهم تركيا). فقط 10 من أصل 32 مشارك في التصفيات و4 من أصل 16 مشارك في النهائيات (البرازيل، الأرجنتين، الولايات المتحدة، ومصر التي أصبحت أول دولة أفريقية تشارك في البطولة) ينتمون إلى خارج قارة أوروبا. آخر مباراة في التصفيات أقيمت بين الولايات المتحدة والمكسيك قبل 3 أيام من بداية البطولة في العاصمة الإيطالية روما حيث حقق المنتخب الأول الانتصار وتأهل للمشاركة في البطولة.
أغلبية المنتخبات الستة عشر المشاركة في البطولة الثانية يشاركون للمرة الأولى منها 9 من أصل 12 منتخب من أوروبا (إيطاليا، ألمانيا، إسبانيا، هولندا، المجر، تشيكوسلوفاكيا، السويد، النمسا، وسويسرا) بالإضافة إلى مصر. مصر لم تتأهل للمشاركة في البطولة مجددا حتى بطولة كأس العالم لكرة القدم 1990 التي أقيمت أيضا في إيطاليا.

## المستضيف إيطاليا
كما حدث بعدها بسنتين في دورة الألعاب الأولمبية 1936 في برلين تم استغلال البطولة لأغراض سياسية. استغل بينيتو موسوليني إقامة البطولة من أجل الدعاية للفاشية التي يتبعها.
عدد المشجعين المسافرين إلى إيطاليا لحضور المباريات كان الأعلى في ذلك الوقت حيث سافر 7 آلاف مشجع هولندي بينما ساند 10 آلاف مشجع من كل من سويسرا والنمسا لتشجيع منتخبهما.
| بولونيا              | فلورنسا                        | جنوة               | ميلانو               |
| -------------------- | ------------------------------ | ------------------ | -------------------- |
| ملعب ريناتو دالارا   | ملعب أرتيميو فرانتشي (فلورنسا) | ملعب لويجي فيراريس | سان سيرو             |
| السعة: 38,279        | السعة: 47,290                  | السعة: 36,703      | السعة: 55,000        |
|                      |                                |                    |                      |
| نابولي               | روما                           | ترييستي            | تورينو               |
| ملعب جورجيو أسكاريلا | ملعب الحزب الوطني الفاشي       | ملعب جوزيبي غريزار | ملعب تورينو الأولمبي |
| السعة: 40,000        | السعة: 47,300                  | السعة: 8,000       | السعة: 28,140        |
|                      |                                |                    |                      |

## حكام البطولة
- رينالدو بارلاسينا (إيطاليا)
- ايفان أيكلند (السويد)
- فرانسيسكو ماتيا (إيطاليا)
- رينيه ميرست (سويسرا)
- لويس بايرت (بلجيكا)
- الويس بيرانك (النمسا)
- ألفريد بيرلم (ألمانيا)
- يوجين براون (النمسا)
- ألبينو كارارو (إيطاليا)
- جون لانغينوس (بلجيكا)
- يوهانس فان مورسل (هولندا)

## الطريقة
نظام المجموعات الذي طُبق في البطولة الأولى تغير إلى نظام إخراج المغلوب مباشرة من الدور الأول. لو انتهى الوقت الأصلي بالتعادل فيُلجأ إلى وقت إضافي من 30 دقيقة. إذا ظلت نتيجة التعادل، تُعاد المباراة في اليوم التالي.
تم فصل منتخبات الأرجنتين، البرازيل، ألمانيا، إيطاليا، هولندا، النمسا، تشيكوسلوفاكيا، والمجر عن عدم مواجهة بعضهم البعض في الدور الأول.

## الملخص

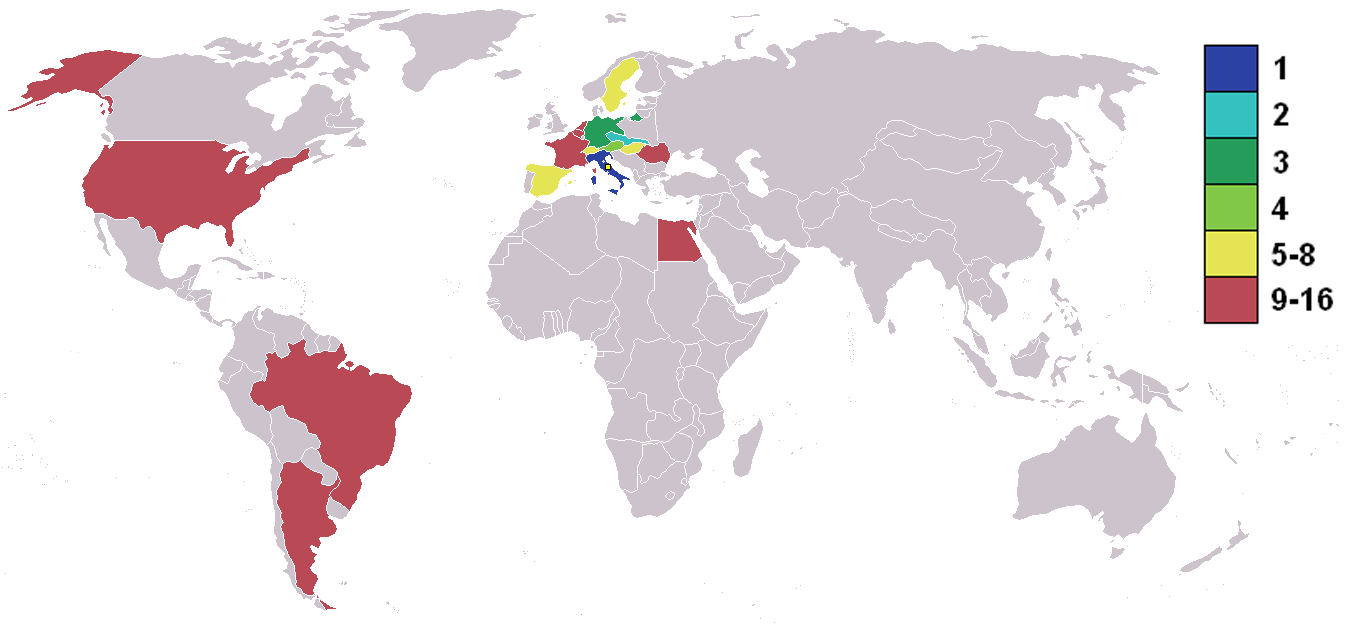
البلدان المتأهلة ونتائجها

جميع المباريات الثمانية في الدور الأول أقيمت في نفس الوقت. استطاعت إيطاليا المستضيفة والمفضلة لتحقيق اللقب سحق الولايات المتحدة 7-1 حيث علقت جريدة نيو يورك تايمز أن هدف جوليوس هيوليان قلص من فارق النتيجة الكبيرة.
تشكيلة منتخب الأرجنتين لم تضم أي لاعب سبق له المشاركة في البطولة السابقة. في مواجهة السويد في بولونيا تقدمت الأرجنتين مرتين ولكن هدفين من سفين يوناسون وهدف من كنوت كرون منحا الفوز للسويد 3-2. المنتخب الأمريكي الجنوبي الآخر البرازيل تعرض للخروج المبكر من الدور الأول حيث خسر من إسبانيا 1-3.
هذه البطولة الوحيدة الذي تحتكر فيها المنتخبات الأوروبية مقاعد الدور الثمن النهائي بتواجد النمسا، تشيكوسلوفاكيا، ألمانيا، المجر، إيطاليا، إسبانيا، السويد، وسويسرا. جميع المنتخبات غير الأوروبية الأربعة غادرت من الدور الأول.
تمت إعادة أول مباراة في تاريخ البطولة في الدور الربع النهائي في المباراة التي أقيمت بين إيطاليا وإسبانيا بعدما انتهت المباراة الأولى بالتعادل 1-1 بعد تمديد الوقت. المباراة أقيمت في ظل جو عدائي حيث أدى العنف إلى إصابة الحارس الإسباني ريكاردو زامورا في المباراة الأولى مما جعله لا يشارك في المباراة الثانية المعادة. إيطاليا فازت بهدف نظيف حيث أن اللعب البدني العنيف من الطليان تسبب في إصابة 3 لاعبين أسبان وخروجهم من الملعب. إيطاليا تغلبت على النمسا بنفس النتيجة وفي نفس الوقت تغلبت تشيكوسلوفاكيا على ألمانيا 3-1 وحجزت لها المقعد الثاني في المباراة النهائية.
احتضن ملعب الحزب الوطني الفاشي المباراة النهائية. بحلول الدقيقة 80 فإن تشيكوسلوفاكيا كانت متقدمة 1-0 ولكن استطاعت إيطاليا تسجيل هدف التعادل في الدقائق الأخيرة ثم أضافت الهدف الثاني في الوقت الإضافي وتوج باللقب.
دخول مرمى البطل إيطاليا 3 أهداف في 5 مباريات يعتبر رقم قياسي في تاريخ البطولة. تم معادلة الرقم القياسي في بطولة كأس العالم لكرة القدم 1966 التي حققت لقبها إنجلترا الذي لعب 6 مباريات وبطولة كأس العالم لكرة القدم 1994 التي حققت لقبها البرازيل التي لعبت 7 مباريات بينما تم كسر الرقم القياسي في بطولة كأس العالم لكرة القدم 1998 التي حققت لقبها فرنسا بدخول هدفين فقط في مبارياتها السبع.

## البطولة
هذه المصادر هي لكل البطولة

### النتائج
|  | الدور الأول       | الدور الأول       |                                  |       | ربع النهائي   | ربع النهائي   |                  |                  | نصف النهائي | نصف النهائي |  |  | النهائي | النهائي |
|  |                   |                   |                                  |       |               |               |                  |                  |             |             |  |  |         |         |
|  | 27 مايو - روما    |                   |                                  |       |               |               |                  |                  |             |             |  |  |         |         |
|  |                   |                   |                                  |       |               |               |                  |                  |             |             |  |  |         |         |
|  | إيطاليا           | 7                 |                                  |       |               |               |                  |                  |             |             |  |  |         |         |
|  | إيطاليا           | 7                 | 31 مايو–فلورنسا (الإعادة1 يونيو) |       |               |               |                  |                  |             |             |  |  |         |         |
|  | الولايات المتحدة  | 1                 |                                  |       |               |               |                  |                  |             |             |  |  |         |         |
|  | الولايات المتحدة  | 1                 | إيطاليا                          | 1 (1) |               |               |                  |                  |             |             |  |  |         |         |
|  | 27 مايو - جنوا    |                   | إيطاليا                          | 1 (1) |               |               |                  |                  |             |             |  |  |         |         |
|  |                   | إسبانيا           | 1 (0)                            |       |               |               |                  |                  |             |             |  |  |         |         |
|  | إسبانيا           | إسبانيا           | 1 (0)                            | 3     |               |               |                  |                  |             |             |  |  |         |         |
|  | إسبانيا           |                   | 3 يونيو - ميلانو                 | 3     |               |               |                  |                  |             |             |  |  |         |         |
|  | البرازيل          | 1                 |                                  |       |               |               |                  |                  |             |             |  |  |         |         |
|  | البرازيل          | 1                 | إيطاليا                          | 1     |               |               |                  |                  |             |             |  |  |         |         |
|  | 27 مايو - نابولي  |                   | إيطاليا                          | 1     |               |               |                  |                  |             |             |  |  |         |         |
|  |                   | النمسا            | 0                                |       |               |               |                  |                  |             |             |  |  |         |         |
|  | المجر             | النمسا            | 0                                | 4     |               |               |                  |                  |             |             |  |  |         |         |
|  | المجر             | 31 مايو - بولونيا |                                  | 4     |               |               |                  |                  |             |             |  |  |         |         |
|  | مصر               | 2                 |                                  |       |               |               |                  |                  |             |             |  |  |         |         |
|  | مصر               | 2                 | المجر                            | 1     |               |               |                  |                  |             |             |  |  |         |         |
|  | 27 مايو - تورينو  |                   | المجر                            | 1     |               |               |                  |                  |             |             |  |  |         |         |
|  |                   | النمسا            | 2                                |       |               |               |                  |                  |             |             |  |  |         |         |
|  | النمسا (و.إ.)     | النمسا            | 2                                | 3     |               |               |                  |                  |             |             |  |  |         |         |
|  | النمسا (و.إ.)     |                   | 10 يونيو–روما                    | 3     |               |               |                  |                  |             |             |  |  |         |         |
|  | فرنسا             | 2                 |                                  |       |               |               |                  |                  |             |             |  |  |         |         |
|  | فرنسا             | 2                 | إيطاليا (و.إ.)                   | 2     |               |               |                  |                  |             |             |  |  |         |         |
|  | 27 مايو - ترييستي |                   | إيطاليا (و.إ.)                   | 2     |               |               |                  |                  |             |             |  |  |         |         |
|  |                   | تشيكوسلوفاكيا     | 1                                |       |               |               |                  |                  |             |             |  |  |         |         |
|  | تشيكوسلوفاكيا     | تشيكوسلوفاكيا     | 1                                | 2     |               |               |                  |                  |             |             |  |  |         |         |
|  | تشيكوسلوفاكيا     | 31 مايو - تورينو  |                                  | 2     |               |               |                  |                  |             |             |  |  |         |         |
|  | رومانيا           | 1                 |                                  |       |               |               |                  |                  |             |             |  |  |         |         |
|  | رومانيا           | 1                 | تشيكوسلوفاكيا                    | 3     |               |               |                  |                  |             |             |  |  |         |         |
|  | 27 مايو - ميلانو  |                   | تشيكوسلوفاكيا                    | 3     |               |               |                  |                  |             |             |  |  |         |         |
|  |                   | سويسرا            | 2                                |       |               |               |                  |                  |             |             |  |  |         |         |
|  | هولندا            | سويسرا            | 2                                | 2     |               |               |                  |                  |             |             |  |  |         |         |
|  | هولندا            |                   | 3 يونيو–روما                     | 2     |               |               |                  |                  |             |             |  |  |         |         |
|  | سويسرا            | 3                 |                                  |       |               |               |                  |                  |             |             |  |  |         |         |
|  | سويسرا            | 3                 | تشيكوسلوفاكيا                    | 3     |               |               |                  |                  |             |             |  |  |         |         |
|  | 27 مايو - بولونيا |                   | تشيكوسلوفاكيا                    | 3     |               |               |                  |                  |             |             |  |  |         |         |
|  |                   | ألمانيا           | 1                                |       | المركز الثالث | المركز الثالث |                  |                  |             |             |  |  |         |         |
|  | الأرجنتين         | ألمانيا           | 1                                | 2     | المركز الثالث | المركز الثالث |                  |                  |             |             |  |  |         |         |
|  | الأرجنتين         | 31 مايو - ميلانو  | 31 مايو - ميلانو                 | 2     |               |               | 7 يونيو - نابولي | 7 يونيو - نابولي |             |             |  |  |         |         |
|  | السويد            | 31 مايو - ميلانو  | 31 مايو - ميلانو                 | 3     |               |               | 7 يونيو - نابولي | 7 يونيو - نابولي |             |             |  |  |         |         |
|  | السويد            | السويد            | 1                                | 3     | النمسا        | 2             |                  |                  |             |             |  |  |         |         |
|  | 27 مايو - فلورنسا | السويد            | 1                                |       | النمسا        | 2             |                  |                  |             |             |  |  |         |         |
|  |                   | ألمانيا           | 2                                |       | ألمانيا       | 3             |                  |                  |             |             |  |  |         |         |
|  | ألمانيا           | ألمانيا           | 2                                | 5     | ألمانيا       | 3             |                  |                  |             |             |  |  |         |         |
|  | ألمانيا           |                   |                                  | 5     |               |               |                  |                  |             |             |  |  |         |         |
|  | بلجيكا            | 2                 |                                  |       |               |               |                  |                  |             |             |  |  |         |         |
|  | بلجيكا            | 2                 |                                  |       |               |               |                  |                  |             |             |  |  |         |         |

#### الدور الأول
| ألمانيا                                                                 | 5–2       | بلجيكا                  |
| ----------------------------------------------------------------------- | --------- | ----------------------- |
| شتانيسلاوس كوبيرسكي 25' · أوتو سيفلينغ 49' · إدموند كونين 66'، 70'، 87' | (التقرير) | بيرنارد فورهوف 29'، 43' |

| الأرجنتين                              | 2–3       | السويد                               |
| -------------------------------------- | --------- | ------------------------------------ |
| إرنيستو بيليس 4' · ألبيرتو غالاتيو 48' | (التقرير) | سفين يوناسون 9'، 67' · كنوت كرون 79' |

| هولندا                       | 2–3       | سويسرا                                        |
| ---------------------------- | --------- | --------------------------------------------- |
| كيك شميت 19' · لين فينتي 84' | (التقرير) | ليوبولد كيلهولتس 7'، 43' · أندريه أبيغلين 69' |

| تشيكوسلوفاكيا                          | 2–1       | رومانيا          |
| -------------------------------------- | --------- | ---------------- |
| أنتونين بوتش 50' · أولدريتش نييدلي 67' | (التقرير) | شتيفان دوباي 11' |

| النمسا                                                  | 3–2 (وقت إضافي) | فرنسا                                      |
| ------------------------------------------------------- | --------------- | ------------------------------------------ |
| ماتياس زينديلار 44' · أنتون تشال 93' · جوزيف بيكان 109' | (التقرير)       | جان نيكولاس 18' · جورج فيرييه 116' (ركلة.) |

| المجر                                                 | 4–2       | مصر                     |
| ----------------------------------------------------- | --------- | ----------------------- |
| بال تيليكي 11' · غيزا تولدي 27'، 61' · جينو فينزي 53' | (التقرير) | عبد الرحمن فوزي 31' 39' |

| البرازيل              | 1–3       | إسبانيا                                               |
| --------------------- | --------- | ----------------------------------------------------- |
| ليونيداس دا سيلفا 55' | (التقرير) | خوسيه إراراغوري 18' (ركلة.)، 25' · إسيدرو لانغارا 29' |

| إيطاليا                                                                                         | 7–1       | الولايات المتحدة |
| ----------------------------------------------------------------------------------------------- | --------- | ---------------- |
| أنجيلو سكيافيو 18'، 29'، 64' · رايموندو أورسي 20'، 69' · جيوفاني فيراري 63' · جوزيبي مياتزا 90' | (التقرير) | ألدو دونيلي 57'  |

#### ربع النهائي
| ألمانيا              | 2–1       | السويد          |
| -------------------- | --------- | --------------- |
| كارل هوهمان 60'، 63' | (التقرير) | غوستا دونكر 82' |

| سويسرا                               | 2–3       | تشيكوسلوفاكيا                                                  |
| ------------------------------------ | --------- | -------------------------------------------------------------- |
| ليوبولد كيلهولز 18' · ويلي جايجي 78' | (التقرير) | فرانتيشيك سفوبودا 24' · ييري سوبوتكا 49' · أولدريتش نييدلي 82' |

| النمسا                            | 2–1       | المجر                     |
| --------------------------------- | --------- | ------------------------- |
| يوهان هورفاث 8' · كارل زيزكيك 51' | (التقرير) | غيورغي شاروشي 60' (ركلة.) |

| إسبانيا         | 1–1 (وقت إضافي) | إيطاليا            |
| --------------- | --------------- | ------------------ |
| لويس ريغيرو 30' | (التقرير)       | جيوفاني فيراري 44' |

الإعادة:
| إسبانيا | 0–1       | إيطاليا           |
| ------- | --------- | ----------------- |
|         | (التقرير) | جوزيبي مياتزا 11' |

#### نصف النهائي
| ألمانيا         | 1–3       | تشيكوسلوفاكيا                 |
| --------------- | --------- | ----------------------------- |
| رودولف نواك 62' | (التقرير) | أولدريتش نييدلي 19'، 71'، 80' |

| النمسا | 0–1       | إيطاليا           |
| ------ | --------- | ----------------- |
|        | (التقرير) | إنريكو غوايتا 19' |

#### تحديد المركز الثالث
| ألمانيا                               | 3–2       | النمسا                            |
| ------------------------------------- | --------- | --------------------------------- |
| إرنست لينر 1'، 42' · إدموند كونين 27' | (التقرير) | يوهان هورفاث 28' · كارل زيزتا 54' |

#### النهائي
| تشيكوسلوفاكيا    | 1–2 (وقت إضافي) | إيطاليا                                 |
| ---------------- | --------------- | --------------------------------------- |
| أنتونين بوتش 76' | (التقرير)       | رايموندو أورسي 81' · أنجيلو سكيافيو 95' |

## البطل
| كأس العالم لكرة القدم 1934 |
| -------------------------- |
| إيطاليا للمرة الأولى       |

## الهدافين

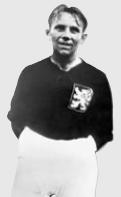
أولدريتش نييدلي هداف البطولة.

| 5 أهداف - أولدريتش نييدلي 4 أهداف - إدموند كونين - أنجيلو سكيافيو 3 أهداف - رايموندو أورسي - ليوبولد كيلهولز هدفين - يوهان هورفاث - بيرنارد فورهوف - أنتونين بوتش - عبد الرحمن فوزي - كارل هوهمان - إرنست لينر - غيزا تولدي - جيوفاني فيراري - جوزيبي مياتزا - خوسيه إراراغوري - سفين يوناسون | هدف واحد - إرنيستو بيليس - ألبيرتو غالاتيو - جوزيف بيكان - أنتون تشال - كارل زيزتا - ماتياس زينديلار - كارل زيزكيك - ليونيداس دا سيلفا - ييري سوبوتكا - فرانتيشيك سفوبودا - جان نيكولاس - جورج فيرييه - شتانيسلاوس كوبيرسكي - رودولف نواك - أوتو سيفلينغ - غيورغي شاروشي - بال تيليكي - جينو فينزي - إنريكو غوايتا - كيك شميت | هدف واحد (واصل) - لين فينتي - شتيفان دوباي - إسيدرو لانغارا - لويس ريغيرو - غوستا دونكر - كنوت كرون - أندريه أبيغلين - ويلي جايجي - ألدو دونيلي |

## الترتيب العام
في عام 1986، نشرت الفيفا تقريراً بمراتب الفرق في كل بطولات كأس العالم، حتى عام 1986، وكانت تصنيفات للبطولة 1934 على النحو التالي:
| المركز                | فريق             | لعب | فوز | تعادل | خسارة | له | عليه | الفارق | النقاط |
| --------------------- | ---------------- | --- | --- | ----- | ----- | -- | ---- | ------ | ------ |
| النهائي               |                  |     |     |       |       |    |      |        |        |
| 1                     | إيطاليا          | 4   | 3   | 1     | 0     | 11 | 3    | +8     | 7      |
| 2                     | تشيكوسلوفاكيا    | 4   | 3   | 0     | 1     | 9  | 6    | +3     | 6      |
| المركز الثالث والرابع |                  |     |     |       |       |    |      |        |        |
| 3                     | ألمانيا          | 4   | 3   | 0     | 1     | 11 | 8    | +3     | 6      |
| 4                     | النمسا           | 4   | 2   | 0     | 2     | 7  | 7    | 0      | 4      |
| الخروج من ربع النهائي |                  |     |     |       |       |    |      |        |        |
| 5                     | إسبانيا          | 2   | 1   | 1     | 0     | 4  | 2    | +2     | 3      |
| 6                     | المجر            | 2   | 1   | 0     | 1     | 5  | 4    | +1     | 2      |
| 7                     | سويسرا           | 2   | 1   | 0     | 1     | 5  | 5    | 0      | 2      |
| 8                     | السويد           | 2   | 1   | 0     | 1     | 4  | 4    | 0      | 2      |
| الخروج من دور 16      |                  |     |     |       |       |    |      |        |        |
| 9                     | الأرجنتين        | 1   | 0   | 0     | 1     | 2  | 3    | −1     | 0      |
| 9                     | فرنسا            | 1   | 0   | 0     | 1     | 2  | 3    | −1     | 0      |
| 9                     | هولندا           | 1   | 0   | 0     | 1     | 2  | 3    | −1     | 0      |
| 12                    | رومانيا          | 1   | 0   | 0     | 1     | 1  | 2    | −1     | 0      |
| 13                    | مصر              | 1   | 0   | 0     | 1     | 2  | 4    | −2     | 0      |
| 14                    | البرازيل         | 1   | 0   | 0     | 1     | 1  | 3    | −2     | 0      |
| 15                    | بلجيكا           | 1   | 0   | 0     | 1     | 2  | 5    | −3     | 0      |
| 16                    | الولايات المتحدة | 1   | 0   | 0     | 1     | 1  | 7    | −6     | 0      |

## وصلات خارجية
- موقع المنظمة الدولية لإحصاءات كرة القدم
- موقع الفيفا